# Beady Eye
Beady Eye (en español: «El Ojo Pequeño y Brillante») fue una banda británica de Rock alternativo formada en Londres en 2009 por los antiguos miembros de Oasis: Liam Gallagher, Gem Archer, Andy Bell y Chris Sharrock, con excepción del guitarrista y compositor Noel Gallagher, quien con su salida de Oasis causó la disolución de la banda. Andy Bell, dejó el bajo, para tocar su instrumento natural; la guitarra. La posición del bajo es tomada por Jeff Wootton para actuaciones en vivo. El tecladista Jay Darlington que acompañaba a Oasis en sus giras musicales, decidió no continuar en el proyecto y fue reemplazado por Matt Jones. El bajista Jeff Wooton eventualmente dejaría la banda y sería reemplazado por Jay Mehler.
La banda lanzó dos álbumes de estudio Different Gear, Still Speeding (2011) y BE (2013) los cuales alcanzaron el top 5 en el UK Albums Chart, aunque solo tuvieron un sencillo en el top 40 del Reino Unido con "The Roller", que alcanzó el puesto número 31. Recibieron algunos elogios de los fanáticos de Oasis, con Q afirmando que su álbum debut fue el mejor que Liam había interpretado desde Oasis (What's the Story) Morning Glory?.

## Historia
La banda empezó a escribir y grabar su nuevo material en noviembre de 2009, y ofreció un adelanto de su próximo álbum con la canción «Bring The Light», el 10 de noviembre de 2010 como descarga gratuita. «The Roller» fue anunciado como primer sencillo de la banda y se dio a conocer el 7 de enero de 2011. El álbum de estudio de la banda titulado: Different Gear, Still Speeding, producido por Steve Lillywhite fue lanzado el 28 de febrero de 2011.
El 23 de noviembre de 2010, la banda anunció un pequeño tour europeo para marzo de 2011 incluyendo seis fechas en el Reino Unido comenzando en Glasgow el 3 de marzo y finalizando en Bruselas el 22 de marzo. La banda también se presentó en el Isle of Wight festival el 13 de junio de 2011.
Para fines de 2011 programaron una gira por Sudamérica y dieron conciertos en Argentina, Chile y Uruguay. Se presentaron por primera vez en Uruguay en noviembre de 2011 en el Teatro de Verano de la ciudad de Montevideo.
Beady Eye hizo su aparición en la ceremonia de clausura de Los Juegos Olímpicos de Londres 2012 durante el bloque "A Symphony of British Music", presentando en directo por primera vez en 3 años "Wonderwall" de Oasis, canción compuesta por el líder y hermano del vocalista de dicha banda Noel Gallagher, aun siendo nasal la voz de Liam Gallagher en aquella actuación, Noel añadió en una entrevista al mes lo siguiente: "¿Beady Eye? Oh, los vi en lo de los juegos olímpicos, fue fascinante, me gustó, Liam cantó bien. Son buenos, a mi gusto, claro".
Durante 2013, la incidencia de canciones de Oasis en los tours de Beady Eye durante la gira de BE, fue mayor. Aunque siempre intentando priorizar canciones de Beady Eye sobre estas mismas, durante esta época, Beady Eye, también realizó una serie de versiones acústicas de sus canciones, en donde Liam sonaba cómodo, como si tuviera una estabilidad mayor a la acontecida durante la época final de Oasis. Aunque se empezaba a mostrar en las presentaciones en vivo cierta disconformidad entre los usuarios de la banda, algo se estaba gestando para los últimos compases meses de 2013. Jeff Wootton quien estuvo presente en la grabación del segundo álbum ha confirmado que no hará una gira con la banda a través de Twitter. En sustitución de Jeff estará Jay Mehler, exguitarrista de Kasabian. "Flick Of The Finger", el primer sencillo del próximo álbum de la banda, se fijó para ser lanzado el 15 de abril de 2013. La canción debutó en la emisora californiana KCRW diez días antes. El 10 de abril de 2013, Liam Gallagher anunció que el segundo álbum de Beady Eye se dio a conocer el 10 de junio de 2013 y se titula BE. El álbum ha sido producido por David Sitek que ha producido previamente los registros de Yeah Yeah Yeahs y TV en la Radio.
El 25 de octubre de 2014 el vocalista y líder de la banda, Liam Gallagher, anunció a través de su cuenta de Twitter que Beady Eye ya no existe, y agradeció a sus fanes por el apoyo brindado durante los cinco años de actividad que tuvo la banda, esto reafirmado por una entrevista poco después de la disolución de la misma. Posteriormente Andy Bell, el guitarrista de Beady Eye, confirmó el fin de la banda e igualmente agradeció a sus fans, siendo que en cada entrevista, tras la disolución, ha reafirmado incluso Liam que están orgullos de lo realizado con la banda. La banda a la larga, ha recibido críticas más positivas, siendo que lentamente se ha convertido en una banda de culto tanto por la base de fans de Oasis como propiamente de la industria musical. Archer y Sharrock, tras la disolución de la banda, se unieron a Noel Gallagher's High Flying Birds, aunque en el caso de Bell, ya no aporta composiciones a los álbumes. Andy Bell, retornó a Ride, su antigua banda. Liam por otra parte, inició en 2017 una carrera en solitario, en la cual ha lanzado 3 discos hasta la fecha, recibiendo cierta aclamación por parte de la crítica.

## Beady Eye Records
Beady Eye Records Ltd. es un sello discográfico creado por la banda para lanzar su material en el Reino Unido e Irlanda. Tiene el mismo propósito que Big Brother Recordings tuvo con Oasis. A día de hoy, esta marca se encuentra inactiva, a causa de la disolución de la banda, aunque las reediciones de los discos, si es que llegan será una colaboración de esta con Sony Music.

## Discografía

### Álbumes
- 2011: Different Gear, Still Speeding
- 2013: BE

### Sencillos
- «Bring The Light»[n. 1] (2010)
- «Four Letter Word»[n. 1] (2011)
- «The Roller» (2011)
- «Millionaire» (2011)
- «The Beat Goes On» (2011)
- «Flick Of The Finger» (2013)
- «Second Bite Of The Apple» (2013)
- «Shine a Light» (2013)
- «Iz Rite» (2013)

1. 1 2  Sencillo promocional, edición limitada.

## Miembros
Miembros oficiales
- Liam Gallagher – Voz, Pandereta (2009-2014)
- Gem Archer – Guitarra, Teclados, Coros (2009-2014)
- Andy Bell – Guitarra, Teclados, Coros (2009-2014)
- Chris Sharrock – Batería, percusión (2009-2010)
- Jay Mehler – Bajo (2013-2014)

Exmiembros
- Jeff Wooton – Bajo (2010-2013)

Músicos de apoyo y sesión
- Jay Darlington - Teclados (2009)
- Matt Jones – Teclados (2010-2014)
- Paul Arthurs – Guitarra (2013) (en Inglaterra únicamente)

Línea de tiempo

## Premios y reconocimientos

### Premio de la NME al mejor álbum debut
Beady Eye fue nominado por NME Awards en el 2011. Beady Eye a su vez, fue señalado con su álbum debut como parte de los mejores álbumes debut de bandas inglesas en el 2011. Su sencillo "The Roller" fue reconocido como el sencillo más vendido en Reino Unido del 2011, a su vez, "Millionaire" fue el segundo y "The Beat Goes On", el quinto. El documental "Start Anew? Una pelicula sobre Liam Gallagher y Beady Eye", ganó el premio "People´s Choice Lovie Award, mientras que "Shine a Light" fue nominado para "Q Awards Best Video".